# Monochamus shembaganurensis
Monochamus shembaganurensis là một loài bọ cánh cứng trong họ Cerambycidae.